# محمد قاسم (لاعب هوكي الميدان)
محمد قاسم (بالإنجليزية: Muhammad Qasim) هو لاعب هوكي الميدان باكستاني، ولد في 1974 في غوجرا في باكستان، وتوفي في 2006.

## روابط خارجية
- محمد قاسم على موقع أوليمبيديا (الإنجليزية)